# Pierson Parker
Pierson Parker (Shanghai, 27 maggio 1905 – 13 dicembre 1995) è stato un teologo e biblista statunitense.

## Biografia
Pierson Parker nacque da Alvin Pierson e Susie Estelle Parker (nata Williams).
Parker acquisì notorietà per le sue ricerche sulle origini e la priorità dei Vangeli. In merito al Vangelo secondo Matteo, ipotizzò l'esistenza di una versione precedente di Matteo, detta proto-Matteo, e che quest'ultima fosse stata una fonte primaria di Matteo e Marco, con il primo che avrebbe usato anche la fonte Q.
Quando Morton Smith pubblicò i suoi due volumi sul Vangelo segreto di Marco, Parker firmò una recensione critica sul New York Times,  nella quale affermava che i passaggi di quell'opera "non appaiono simili a quelli del Vangelo secondo Marco, bensì sembrano una tardiva e imperfetta imitazione" realizzata prima dell'età di Clemente d'Alessandria.
Negli anni Sessanta, fu docente di Nuovo Testamento presso il General Theological Seminary di New York City.
Parker partecipò anche alla stesura della Today's English Version biblica del 1976.

## Vita privata
Il 12 giugno 1933 Parker sposò Mildred Ruth, con la quale ebbe un figlio, Peter Pierson.

## Opere
Tesi
- Pierson Parker, Ancient citations of the gospel according to the Hebrews: a critical study, Berkeley, CA, Pacific School of Religion, 1933, OCLC 63762660.
- Pierson Parker, A Partial Reconstruction of the Gospel according to the Hebrews, Berkeley, CA, Pacific School of Religion, 1934, OCLC 64034916.

Libri
- Pierson Parker, The Gospel before Mark, Chicago, IL, University of Chicago Press, 1953, OCLC 3051141.
- Pierson Parker, Inherit the Promise: six keys to New Testament thought, Greenwich, CT, Seabury Press, 1957, OCLC 383102.
- Pierson Parker, Christ our Hope: six clues to New Testament thought, London, SPCK, 1958, OCLC 6428901.

Capitoli
- Pierson Parker, The kinship of John and Acts, in Jacob Neusner e Morton Smith (a cura di), Christianity, Judaism and other Greco-Roman cults, 1975.
- Pierson Parker, Introduction, in Good news in Matthew: Matthew in Today's English version, Cleveland, OH, Collins & World, 1976, ISBN 9780529054029, OCLC 3866828.
- Pierson Parker, Crucifixion, in G. A.  Burrick (a cura di), Interpreter's Dictionary of the Bible, vol. 1, Philadelphia, PA, Fortress Press, 1977,  p. 747.
- Pierson Parker, The posteriority of Mark, in William Reuben Farmer (a cura di), New Synoptic Studies: the Cambridge Gospel Conference and beyond, 1983.

Articoli di riviste
- Pierson Parker, A Proto-Lukan Basis for the Gospel According to the Hebrews, in Journal of Biblical Literature, vol. 59, 1940,  pp. 471-478.
- Pierson Parker, The Meaning of 'Son of Man', in Journal of Biblical Literature, vol. 60, 1941,  pp. 151-57.
- Pierson Parker, Two Editions of John, in Journal of Biblical Literature, vol. 75, 1956,  pp. 303-314.
- Pierson Parker, In Praise of 1611, in Anglican Theological Review, vol. 3, luglio 1964,  pp. 251-60.